# Windows on the World
Windows on the World var en kendt restaurant på etage 106 og 107 i World Trade Centers nordlige tårn, det var én af New Yorks mest berømte restauranter, og også byens højst-beliggende restaurant. Restauranten var 4.600 kvadratmeter og udviklet af restauratør Joe Baum og oprindeligt designet af Warren Platner. Den var velbesøgt af turister og blev brugt til forskellige arrangementer såsom bryllupper eller lignende. Det var også frokostrestaurant for dem, der arbejdede i World Trade Center.
Restauranten beskæftigede 450 medarbejdere. På toppen af det nordlige tårn var der også to andre spise- og drikkesteder placeret, det ene var "Hors d'Oeuvrerie" (som tilbød dansk smørrebrød i løbet af dagen og sushi om aften) og "Cellar in the Sky" (som var en lille vinbar). I år 2000 havde restauranten haft indtægter på 37 millioner dollars og var dermed den mest indtjenende restaurant i USA.
Windows on the World åbnede i 1976, men lukkede for en periode efter bombeangrebet i 1993 frem til 1996. Restauranten blev ødelagt, da det nordlige tårn kollapsede under terrorangrebet den 11. september 2001. På tidspunktet for angrebet var der 72 ansatte i restauranten, 16 medarbejdere fra Incisive Media-Risk Waters Group og 76 andre gæster. Alle de tilstedeværende i restauranten døde enten af røgforgiftning, hoppede eller faldt ud af vinduerne eller da tårnet kollapsede 102 minutter senere. Det menes, at The Falling Man, et berømt fotografi af en mand klædt i hvidt falder hovedkulds den 11. september, var en ansat i Windows on the World, men identiteten er aldrig blevet bekræftet.